# Defiance, Iowa
Defiance är en ort i Shelby County i den amerikanska delstaten Iowa med en yta av 1 km² och en folkmängd som uppgår till 346 invånare (2000).
Den romersk-katolska församlingen St Peter Parish i Defiance grundades år 1882.

## Kända personer från Defiance
- C.A. Robins, politiker, guvernör i Idaho 1947–1951